# Kloster Sucevița

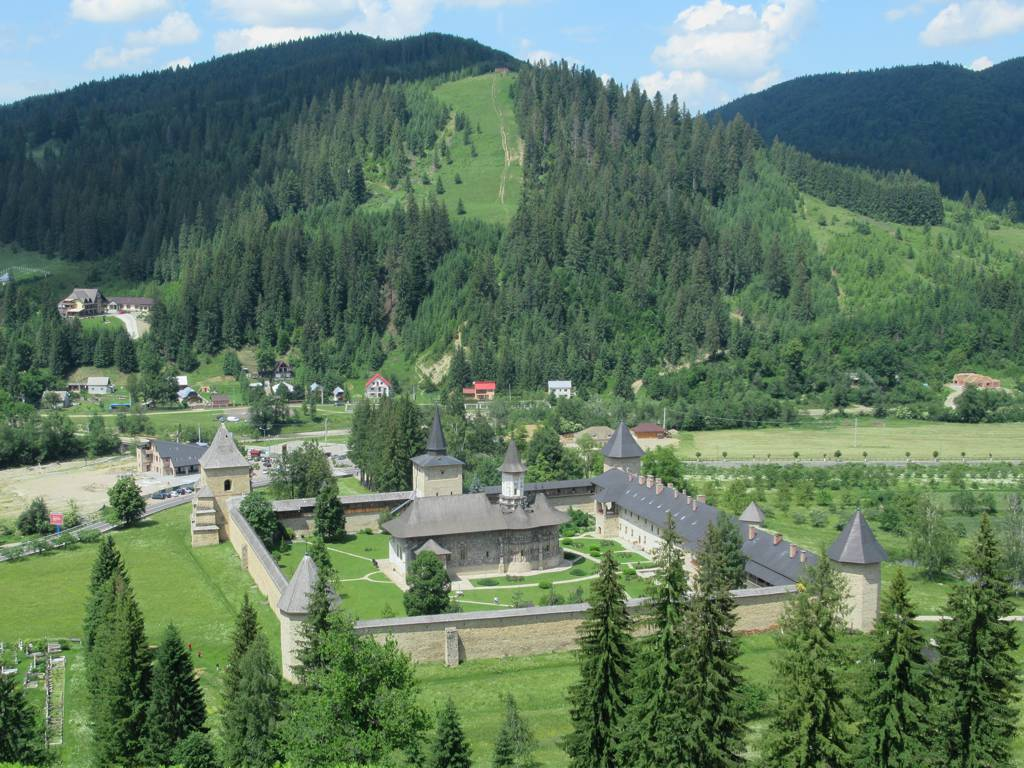
Gesamtansicht der Klosteranlage

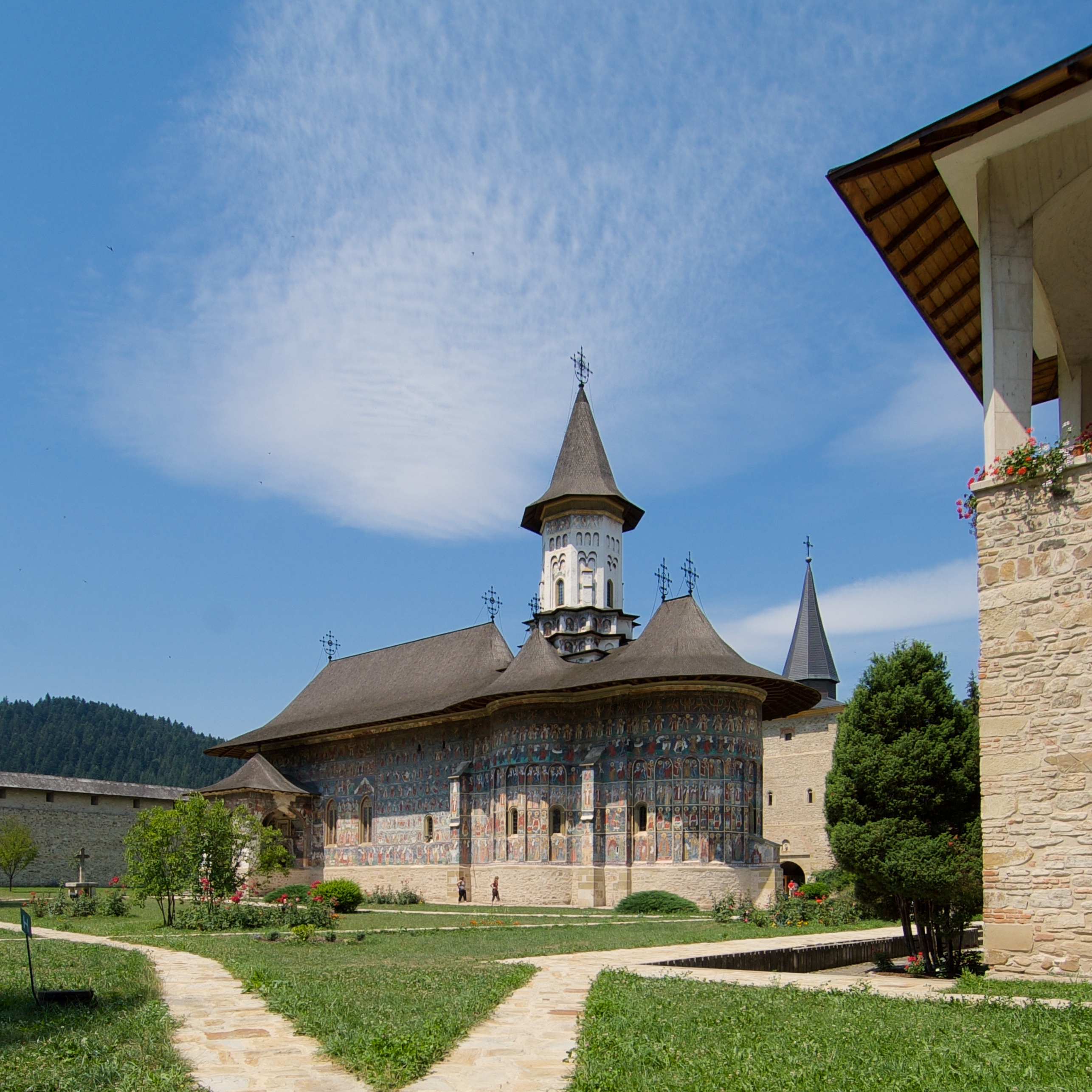
Klosterkirche

Das Kloster Sucevița (rumänisch Mănăstirea Sucevița) liegt auf dem Gebiet der Gemeinde Sucevița im Kreis Suceava in Rumänien.
Die innerhalb der Klostermauern befindliche rumänisch-orthodoxe Kirche, die der Auferstehung Jesu Christi geweiht ist, gehört seit August 2010 zu den acht Moldauklöstern, die in die Liste des UNESCO-Weltkulturerbes aufgenommen wurden.

## Geschichte
Das Kloster Sucevița wurde von Ieremia Movilă, der von 1595 bis 1606 Herrscher (Woiwode) der Moldau war, und seinem Bruder Simion gestiftet und 1582 bis 1584 erbaut. Die Kirche ist mit Wehrtürmen und Mauern umgeben. Das Kloster wird bis heute als Nonnenkloster genutzt. Im Klostermuseum können Stickereien, Ikonen, Handschriften und Bücher besichtigt und erstanden werden.

## Fresken

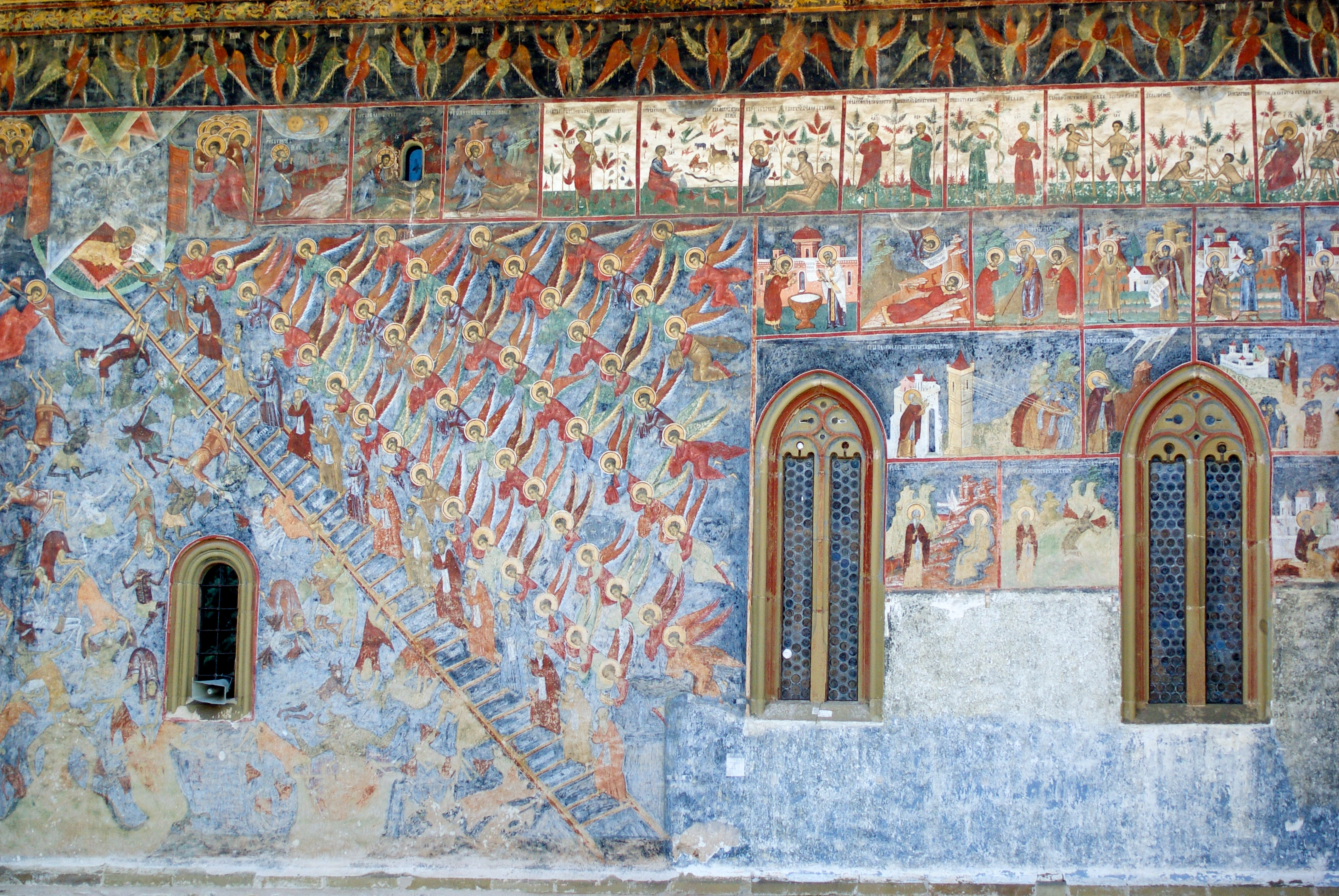
Nordwand der Kirche. Die schräge Himmelsleiter teilt das Feld der auffliegenden Engel rechts oben von den herabstürzenden Menschen und Dämonen links unten.

Das Kloster ist eines der schönsten Moldauklöster und das einzige, dessen Innen- und Außenwände vollständig mit Wandmalereien versehen sind und dessen Fresken innen und außen vollständig erhalten sind.
Bedeutend ist unter anderem die Darstellung "Stufenleiter der Tugenden" an der Nordfassade, die eine Leiter zum Himmelstor zeigt. Teufel versuchen die auf der Himmelsleiter hinaufsteigenden Menschen hinunter in die Höllenschlucht zu ziehen, während über der Leiter Engel schweben. Die auf der Treppe hinaufsteigenden Menschen sind wie Mönche gekleidet.

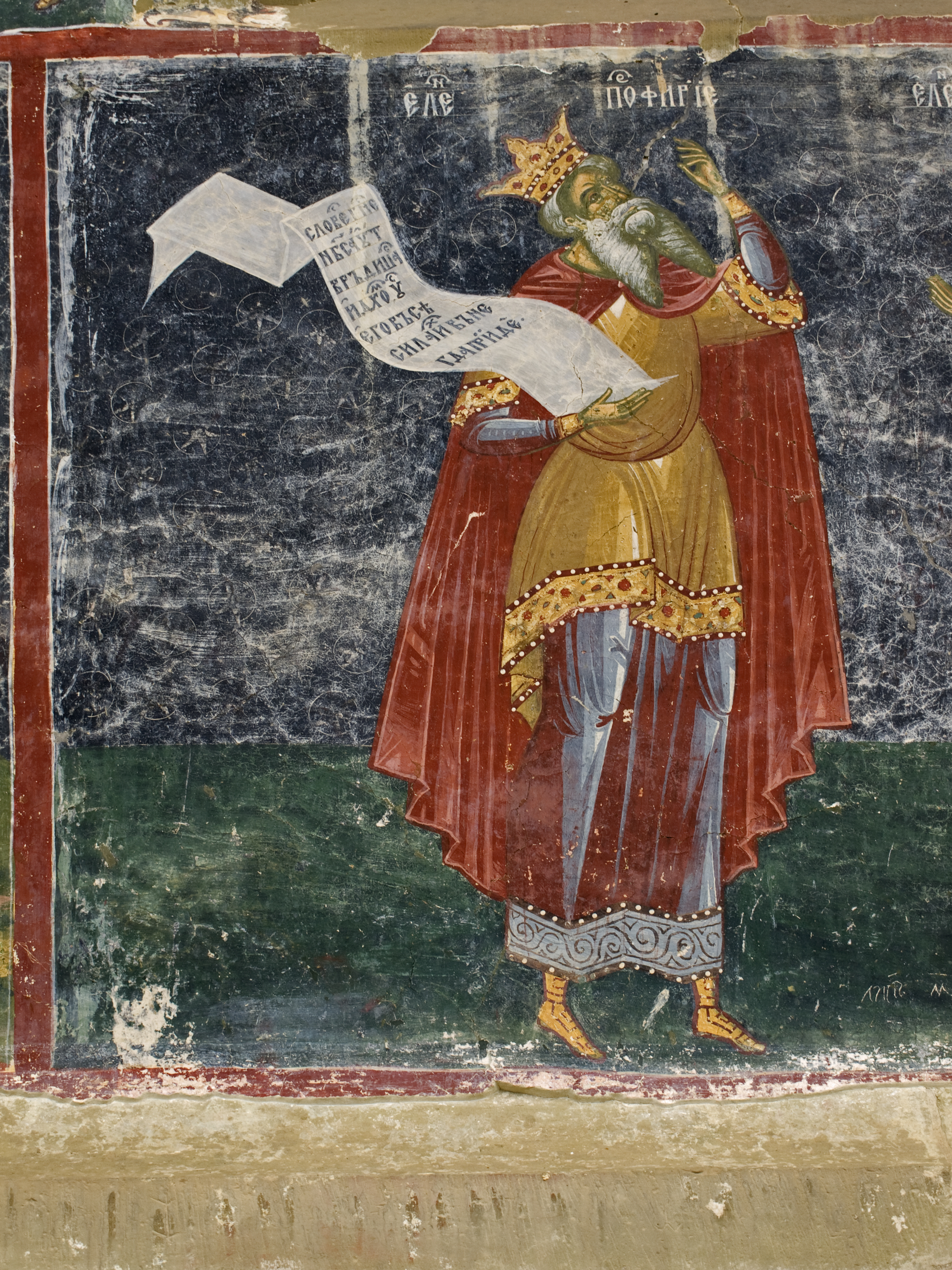
Porphyrios von Tyros in der unteren Reihe der griechischen Philosophen. Detail des Jessebaums an der Südwand, 1535.

An den Außenwänden finden sich auch 14 Darstellungen aus dem 16. Jahrhundert mit Abbildungen antiker griechischer paganer Dichter und Denker, so ein Bild des neuplatonischen Philosophen Porphyrios, weiter von Astakoe, Solon, Sophokles, Platon, Aristoteles und Pythagoras sowie eine Darstellung der Sibylle. Die Bilder sind ein Beispiel der Beziehung der Ostkirche zum geistigen Erbe der vorchristlichen griechischen Antike.